# گملینگی
گملینگی (به انگلیسی: Gamlingay) یک روستا و محله مدنی در بریتانیا است که در کمبریج‌شر جنوبی واقع شده‌است. گملینگی ۴٬۹۰۰ نفر جمعیت دارد.